# Метод Бейтса

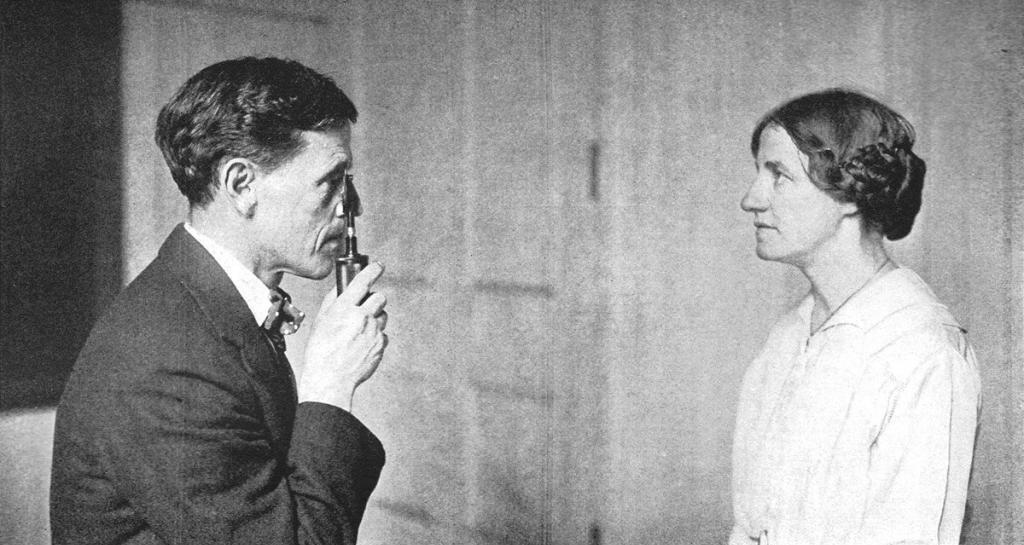
Бейтс з його асистенткою

Метод Бейтса (англ. Bates method) — неефективна і потенційно небезпечна форма альтернативної терапії, спрямована на покращення зору. Американський офтальмолог Вільям Гораціо Бейтс (1860—1931) хибно вважав, що окорухові м'язи відповідальні за зміну фокуса і що «психічне напруження» викликає ненормальну роботу цих м'язів, відтак він вірив, що зняття цього «напруження» зцілить вади зору. 1952 року професор оптометрії Елвін Марг писав про Бейтса: «Більшість його тверджень і майже всі його теорії вважаються хибними практично всіма науковцями, які займаються проблемами зору.».
Наразі доказів того, що тренування за методикою Бейтса змінюють заломлювальну здатність ока знайдено не було. Щобільше, певні аспекти методу Бейтса можуть наражати пацієнтів на певний ризик: вони можуть зашкодити своїм очам через надмірне перебування на сонці, не носити коригувальні лінзи, коли вони їм потрібні (наприклад, під час керування автомобілем), або нехтувати звичайним доглядом за очима, що може призвести до розвитку серйозних захворювань.

## Основні теоретичні положення

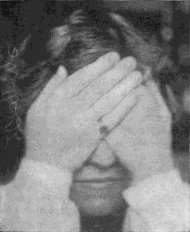
«Палмінг» — одна з технік, рекомендованих Вільямом Бейтсом для розслаблення очей

Око здійснює процес акомодації не стільки шляхом зміни кривизни кришталика, скільки шляхом впливу на форму очного яблука зовнішніми м'язами, що оточують його. Головною причиною погіршення зору є психічне напруження. Кожному виду аномалії рефракції (короткозорість, далекозорість) відповідає свій власний вид напруги, яким ця аномалія викликається. Це відноситься не тільки до аномалій рефракції, але і до інших видів порушення зору — пресбіопії, косоокості, астигматизму.

## Сутність методу
Бейтс висунув положення про те, що причиною порушення зору є психічне напруження від зусиль побачити, розгледіти об'єкт незалежно від відстані до нього. Відстань до об'єкта впливає лише на аномалію рефракції, що формується. Наприклад, міопія (короткозорість) викликається спробами розгледіти віддалені об'єкти, а гіперметропія (далекозорість) — близькі. А «око з нормальним зором ніколи не намагається побачити. Якщо з якихось причин — тьмяності освітлення, наприклад, або віддаленості об'єкта — воно не може розгледіти якусь окрему точку, око переміщується на іншу. Воно ніколи не намагається виявити точку пильно вдивляючись в неї, як це постійно робить око з поганим зором. Щоразу, коли око намагається побачити, воно негайно втрачає нормальний зір. Людина може дивитися на зірки, маючи нормальний зір, але якщо вона постарається порахувати їх в якому-небудь окремому сузір'ї, вона, швидше за все, стане міопиком, оскільки така спроба зазвичай призводить до зусилля побачити».
Бейтс піддавав сумніву необхідність носіння окулярів, про що писав у своїй книзі: «Зазвичай люди, які ніколи не носили окулярів, більш легко виліковуються, ніж ті, хто їх носить. Тому окуляри слід відкинути з самого початку лікування. Коли цього не можна зробити без значних незручностей або коли людина змушена в ході лікування продовжувати свою роботу і не може робити її без окулярів, їх використання можна дозволити на деякий час, проте це завжди стримує поліпшення.».

### Пальмінг
«Пальмінг» — одна з технік, рекомендованих Вільямом Бейтсом для розслаблення очей пальмінг (походить від англ. palm — «долоня»). Попри уявну простоту, вправа складна, особливо її психологічна частина. Тому рекомендується перед виконанням ознайомитися з літературою, яка наводить приклади правильного і неправильного виконання вправи.

## Олдос Хакслі
Широко відомий випадок про лікування по методу Бейтса письменника Олдоса Леонарда Хакслі. У 1943 році він видав книгу «Як виправити зір» (The Art of Seeing), в якій повідомляв про лікування по методу Бейтса ряду хвороб своїх очей, серед яких згадав наявність непрозоростей (помутнінь) в роговій оболонці ока, гіперметропію (далекозорість) в поєднанні з астигматизмом. Через 10 років, в 1952 році, Хакслі виступав з промовою на бенкеті в Голлівуді, з легкістю читаючи текст з підставки без окулярів. Згідно зі свідченнями журналіста Saturday Review Беннета Церфа (Bennett Cerf): Потім він раптом запнувся — і правда стала очевидною. Він абсолютно не міг читати запис. Він заздалегідь вивчив його напам'ять. Щоб пригадати текст він підносив папір ближче і ближче до своїх очей. Він не міг прочитати її навіть на відстані близько дюйма і щоб побачити букви був змушений витягнути зі своєї кишені збільшувальне скло. Це був важкий момент.
У відповідь на це Хакслі писав: «Я часто використовую збільшувальне скло в умовах поганої освітленості, і ніколи не стверджував, що здатний читати в інших умовах, ніж дуже хороші.» Хакслі не отримав здібності, близької до нормального зору, і, на думку деяких біографів, насправді ніколи не стверджував, що така здатність у нього була.

## Думки прихильників
Асистент і медсестра клініки Bates Емілія Лірман в 1928 р. у видавництві Central Fixation Publishing Company, що належить Бейтсу, опублікувала різноманітні історії про лікування пацієнтів в клініці Bates за його методом. Індійський лікар Рагхубир Саран Агарвал, який очолював в Індії ряд центрів з розвитку методу Бейтса, в тому числі організацію «Школа ідеального зору» (англ. The School for Perfect Eyesight), відкриту при ашрамі релігійної організації Шрі Ауробіндо стверджує: «Ми виявили, що майже у всіх випадках тренування очей і психічне розслаблення принесли величезну користь. Деякі пацієнти досягли нормального зору за тиждень або близько цього, іншим вдалося істотно зменшити необхідну для комфортної корекції оптичну силу лінз… В іншому випадку міопія супроводжувалася відшаруванням сітківки в лівому оці, який був майже сліпий. Після місяця тренування зір істотно покращився, і пацієнт тепер зміг читати та писати».] Однак із книги неясно, публікувалися чи Р. С. Агарвалом в науковій пресі результати відповідних досліджень (і проводилися самі дослідження). Учень і продовжувач У. Р. Bates Джордж Пеппард писав у своїй книзі «ця книга написана з розумінням того, що прихильники налагодженої медицини та оптометрії не згодні з цим методом лікування очей. Це і зрозуміло, оскільки їх утворення вселило їм принципи, які протилежні даної теорії, а також тому, що в них немає досвіду лікування очей без допомоги окулярів. Для тих з нас, у кого є такий досвід, ця система лікування не є більш суперечливою теорією, а являє собою встановлений факт. Ми не ставимо питання про те, чи може це бути зроблено — це вже зроблено…. Ми не чекаємо схвалення і допомоги від сталої школи. Ми йдемо іншою, новішою дорогою, дорогою, яка, як ми переконалися, призведе до того, до чого ми прагнемо, — чіткому зору на все наше довге життя».

## Критика
У 1952 р. професор оптометрії Елвін Марг (Елвін Marg) писав про Bates: «Більшість його заяв, і майже всі його теорії розглядаються як помилкові практично всіма фахівцями в області зору».] Марг прийшов до висновку про те, що метод Бейтса зобов'язаний своєю популярністю коротких моментів ясного зору («flashes of clear vision»), які зазнавали багато, практикували цей метод. У 1956 р. оптометрист з Нью-Йорка Філіп Поллак опублікував книгу «Правда про вправи для очей» (The Truth about Eye Exercises) в якій в тому числі дав різкий критичний аналіз системи Бейтса. Він зазначив, зокрема, що теорія акомодації, висунута Бейтсом, зазнає повного краху, методи лікування, запропоновані Бейтсом, не узгоджуються навіть один з одним, а описані Бейтсом експерименти недозволено «сирі»; звернув увагу, що Бейтс не знає, як використовувати ретиноскоп для виявлення порушень рефракції; вказав, що Бейтс з метою дезінформації видає рідкісні аномалії за типові явища, ігнорує наукові дані, отримані відомими вченими, чиї висновки протилежні висновкам Бейтса, і прирівнює до наукових доказів розповіді про випадки лікування у своїй установі. Згідно з дослідженнями професора-офтальмолога М. Мохана в 1983 р., вправи за методом Бейтса не дають будь-яких статистично значимого позитивного результату. Критики методу Бейтса не тільки заперечують його ефективність, але й відзначають потенційні негативні наслідки використання методу, зокрема від довгого глядіння на сонці (так званий sunning), від ризику, викликаного відмовою осіб, що водять автомобіль, від лінз та окулярів, від ігнорування традиційного лікування прогресуючих очних захворювань.